# Armand Lotti
Pour les articles homonymes, voir Lotti.
Armand Charles Gustave Lotti, né à Paris 8e le 16 novembre 1897 et mort le 28 novembre 1993 au Cannet (Alpes-Maritimes),, est un aviateur français. Comptant parmi les pionniers de l’aviation, il est célèbre pour être le commanditaire et un participant comme radio du vol de l’Oiseau Canari en 1929, marquant la première traversée française de l’Atlantique Nord, dans le sens Ouest-Est.

## Biographie

### Débuts dans l’aviation
Enfant unique des propriétaires aisés de l’hôtel Lotti, rue de Castiglione à Paris, Armand Lotti est destiné initialement à reprendre l’affaire familiale. Son destin change lors d’une partie de chasse, au cours de laquelle il perd accidentellement l’usage de l’œil droit. Il cherche alors à se réaliser dans quelque chose de grand, et trouve sa voie dans l’aviation. L’exploit de Charles Lindbergh devient un exemple à suivre, et il projette de relier lui aussi la France à l’Amérique par les airs.
Il apprend à voler grâce à l’appui de Louis Blériot, mais ne peut obtenir son Brevet de pilote d’avion de tourisme en raison de son handicap. Il fait alors l’acquisition du deuxième des trois seuls exemplaires de l’avion Bernard 191 GR (Grand Raid) produits par les ateliers Adolphe Bernard, de La Courneuve. Ce monoplan monomoteur est équipé, dans sa version Grand Raid, d’un moteur de 600 ch, le rendant capable de parcourir 7 500 km à 200 km/h avec 4 500 litres de carburant. Cet avion sera baptisé Oiseau Canari en raison de sa couleur jaune, et c’est avec lui qu’Armand Lotti réussira la première traversée française de l’Atlantique Nord, grâce à son association avec Jean Assollant comme pilote, et René Lefèvre comme second. Arthur Schreiber, le premier passager clandestin de l’histoire de l’aviation, fera également partie du voyage.

### Faits de guerre
Armand Lotti participe à la Première Guerre mondiale. Puis, lieutenant dans l’armée de l’air pendant la Seconde Guerre mondiale, il prend part à la campagne de Tunisie et aux opérations de l'armée française de la Libération en Italie, en Corse et en France continentale. Il reçoit les médailles de la Résistance, du Mérite américain et il est fait commandeur de la Légion d'honneur,.

## Distinctions et mémoires
- Grand officier de la Légion d'honneur[8]
- Médaille de la Résistance française
- Legion of Merit (États-Unis)
- Armand Lotti est sûrement titulaire d'autres médailles (comme croix de guerre par exemple) : votre aide est la bienvenue.
- L'aérodrome de Mimizan (Landes) porte le nom de "aérodrome Assollant-Lefèvre-Lotti"[9].
- Plaques commémoratives de la traversée à Mimizan-plage (Landes)[10].
- Monument commémoratif à l'endroit où s'est posé le "canari jaune" à San Vincente de la Barquera (Espagne)[11].